# 1039년

## 연호
- 북송(北宋) 보원(寶元) 2년
- 요(遼) 중희(重熙) 8년
- 일본(日本) 조랴쿠(長暦) 3년
- 서하(西夏) 천수예법연조(天授禮法延祚) 2년
- 리 왕조(李朝) 통투이(通瑞) 6년 / 깐푸흐우다오(建符有道) 원년

## 기년
- 고려(高麗) 정종(靖宗) 5년
- 북송(北宋) 인종(仁宗) 17년
- 요(遼) 흥종(興宗) 9년
- 서하(西夏) 경종(景宗) 8년
- 리 왕조(李朝) 태종(太宗) 12년